# Devil May Cry
Devil May Cry (デビル メイ クライ, Debiru Mei Kurai) est une série de Beat’em all développée par Capcom et créée par Hideki Kamiya. La série fut à l'origine prévue pour être la suite de Resident Evil : Resident Evil 4. Le concept de base étant trop éloigné de la licence Biohazard mais tout en disposant d'un développement assez avancé pour créer un nouveau jeu, les concepteurs approchent les producteurs de Capcom pour les convaincre de les laisser travailler sur un nouveau projet, qui deviendra Devil May Cry.

## Liste des jeux

### Série principale
- 2001 : Devil May Cry
- 2003 : Devil May Cry 2
- 2005 : Devil May Cry 3 : L'Éveil de Dante
- 2008 : Devil May Cry 4
- 2019 : Devil May Cry 5

#### Chronologie
- Devil May Cry 3 : L'Éveil de Dante
- Devil May Cry
- Devil May Cry 2
- Devil May Cry 4
- Devil May Cry 5

#### Reboot
- 2013 : DmC: Devil May Cry

### Réédition & Collection

#### Rééditions
- 2005 : Devil May Cry 3: Special Edition
- 2011 : Devil May Cry 4: Refrain (iOS)
- 2012 : Devil May Cry 4: Refrain (Android)
- 2015 : DmC: Devil May Cry Definitive Edition
- 2015 : Devil May Cry 4: Special Edition

#### Collections
- 2006 : Devil May Cry 5th Anniversary Collection
- 2012 : Devil May Cry HD Collection

## Système de jeu
Devil May Cry est un jeu de type "Beat them up" qui consiste en l'affrontement d'une horde d'ennemis à battre pour arriver à la fin du niveau. Le joueur a accès à plusieurs armes, alternant entre armes blanches (épées, nunchakus, faux) et armes à feu (pistoles, fusil)
Le jeu fonctionne avec un système de style qui note les actions, attaque ou esquive (la variété et l'efficacité) en accordant une note pouvant aller de D jusqu'à SSS avec un commentaire pour chaque note (par exemple D pour "Dull" et C pour "Cool" dans Devil May cry). Le joueur est donc incité à utiliser des mouvements variés afin de conserver ou d'améliorer sa note en combat.
Dante est le personnage principal et est donc jouable dans tous les jeux, mais à partir de Devil may cry 2, il est possible d'incarner plusieurs personnages dans différents jeux, chacun avec ses armes et son "style" différents.
Chacun des jeux de la saga permettent d'utiliser le Devil Trigger, une forme démoniaque qui donne différents boosts de capacité comme des dégâts accrus et une régénération de santé. Cette forme ne peut être utilisée que de manière limitée car consomme une barre de pouvoir (sauf dans Devil may cry 4 Édition spéciale qui propose des tenues en DLC: Super Nero, Super Dante et Super Vergil donnant des ressources infinies aux personnages).

## Adaptations
La série a été adaptée en anime sous le nom Devil May Cry. En bande dessinée, la série a été déclinée en comics (Devil May Cry : L'Ange déchu de Pat Lee et Brad Mick), en manga (Devil May Cry 3 de Suguro Chayamachi) et au format franco-belge (DMC : Devil May Cry - Les Chroniques de Vergil de Guillaume Dorison, Patrick Pion et Robin Recht).
Une nouvelle adaptation animée, intitulée Devil May Cry, est diffusée sous forme d'ONA le 3 avril 2025 sur Netflix.